# Xã West Creek, Quận Lake, Indiana
Xã West Creek (tiếng Anh: West Creek Township) là một xã thuộc quận Lake, tiểu bang Indiana, Hoa Kỳ. Năm 2010, dân số của xã này là 6.826 người.